# Класификатор на обекти от административно-териториалното устройство на Украйна
Класификатора на обекти от административно-териториалното устройство на Украйна (КОАТУУ) (на украински: Класифікатор об'єктів адміністративно-територіального устрою України, КОАТУУ) е национална система за стандартизация, създадена на 31 октомври 1997 г. от Държавния комитет на Украйна за технически правила и политика за защита на потребителите, която влиза в сила на 1 януари 1998 г.
КОАТУУ наследява и замества старата съветска система СОАТО на съветската стандартна система ГОСТ, практически без големи структурни промени. КОАТУУ е номериран като DK 014-97 в системата за класификация и кодиране на техническо-икономическа и социална информация в Украйна (съкратено DSK TESI). Класификацията се извършва от Научноизследователския институт по статистика на Държавната статистическа комисия на Украйна. DK 014-97 (КОАТУУ) планира да бъде приобщена в Международната организация по стандартизация и да следва определената за Украйна система ISO 3166-2: UA.